# マキ (F1)
マキ（Maki ）は、かつて存在した日本のF1コンストラクター。1960年代のホンダF1に続き2番目にF1参戦した日本のコンストラクターであり、自動車メーカーの後ろ盾のない日本の純粋なプライベートチームが海外のF1レースに参戦したのは、2019年現在、マキのみ。
1974年から1976年にかけてF1世界選手権レースに計7戦エントリーしたが、予選落ちなどで決勝レースは一度も走れなかった。1975年にはノンタイトル戦に1戦出場し、予選を通過して決勝13位を記録した。

## 活動の経緯

### 1974年
「マナ」や「エバカーズ」といったコンストラクターでF2やGCなどのレーシングマシンを設計製作していた三村建治（現エムアイエムデザイン代表取締役）を中心として、1973年に「マキエンジニアリング」が発足。オーナーは「株式会社エムズブレーン」という会社で、「マキ」は株式会社エムズブレーン会長の牧資章に由来する。

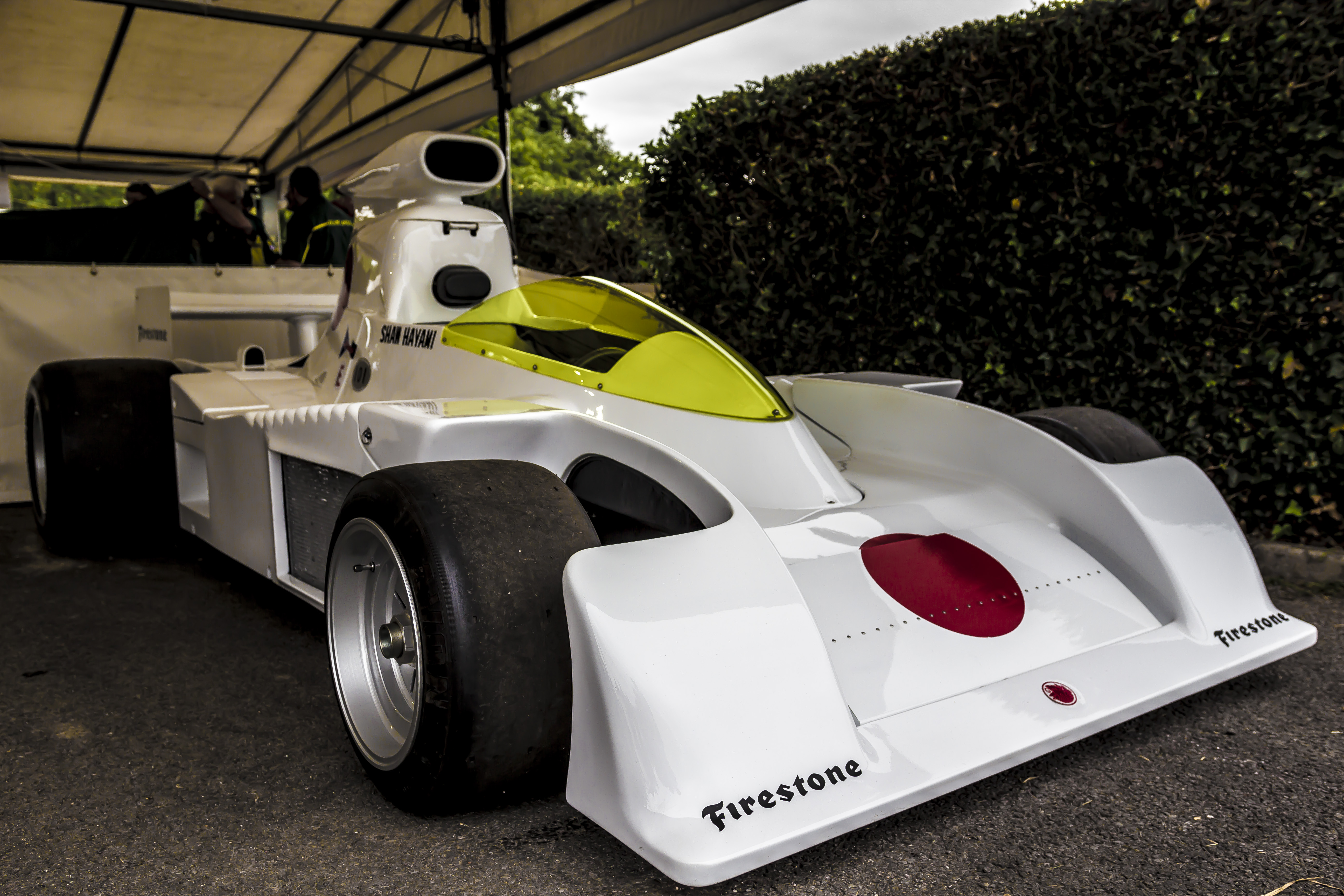
マキ F101（2014年グッドウッドFoS）

F1参戦に向けて開発したF101は、三村がボディデザインを担当し、小野昌朗（現東京R&D社長）がシャシーを設計した。エンジンは当時のF1で多用されたフォード・コスワース・DFVエンジン。スポーツカーノーズと大型サイドポンツーンをもつ個性的なボディデザインについて、三村は「空気抵抗を少なくしたかった」と説明している。小野は実物のF1マシンを見たことがなく、「図々しくも、別に本質的にはグラチャン（GC）マシンもF1マシンもそう変わるものではないな」と思っていたという。小野昌朗は「F101の設計の際、ティレルのデレック・ガードナーにコンセプトの相談をした。スポーツカーノーズでフロントタイヤをカバーし、カウル全体で気流を整えるコンセプトに関し、F101とティレル・P34はよく似ている。もしかしたらガードナーはマキに影響されたのかも知れない」と述べている。車重もレギュレーションの最低重量を数10kg上まわっていたというが、三村は「安全性に関するレギュレーションを正直に守ったため」と説明している。
1974年3月15日、イギリスのホテルでF1参戦発表会を行い、白地に日の丸のナショナルカラーをまとったF101を公開した。ドライバーはハウデン・ガンレイ（元BRM）と速見翔（本名：新井鐘哲）。極秘プロジェクトとして、速見をはじめ、三村も「東郷健」と名乗るなど、チーム関係者は変名あるいは偽名を名乗っていた。変名を名乗った経緯について、三村は「自分の実績が大したことがないので、F1をやるとなると、日本の関係者に何を言われるか分からなかった。批判や横やりを入れられる可能性があった」などと説明している。記者会見ではエンジンの自社開発計画も示したが、当初デビュー戦とされた4月28日のスペイングランプリには登場せず、オーナーの「エムズブレーン」の経営悪化により、資金不足に悩まされるようになった。自動車メーカーに頼らないプライベート体制でのF1挑戦は苦難の連続となり、F1シリーズ全戦出場は不可能になった。
チームはガンレイの進言でF101を軽量化し、カウルを新造するなどの大改造を行った（通称F101B）。速見翔は実績不足と見なされF1出場のためのライセンスが発給されず、テスト走行を行うだけに留まり、F1の実戦には出られなかった。ガンレイはイギリスのグッドウッドで試走を繰り返したのち、1台体制で第10戦イギリスGPに初参戦するが、トップから4秒落ちのタイムで予選落ちを喫する。続く西ドイツGP予選中には事故でマシンが大破しガンレイが両脚を骨折する重傷を負った。特注品のピロボールが破損し、リヤサスペンションが故障したことが事故の原因だった。F1参戦初年度の1974年は上記2戦のみエントリー、2戦とも予選不通過で終わった。

### 1975年
2年目の1975年、新たにシチズン時計をスポンサーとして、マキエンジニアリングから「マキレーシング」へと組織変更を行った（エントリー名は"Maki Engineering"）。1974年に製作した車両を改修したマシン（通称F101C）を使用して、F1世界選手権ヨーロッパラウンドの4戦にエントリーした。
オランダGPとイギリスGPには鮒子田寛、西ドイツGPとオーストリアGPには元イギリスF3チャンピオンのトニー・トリマーを起用したが、決勝レースへの出走は叶わなかった。オランダGPは予選最下位で決勝進出可能だったが、故障したエンジンのスペアがなく出走を断念した（DNS扱い）。1975年にマキでF1に参戦したことにより、鮒子田はF1世界選手権にエントリーした最初の日本人ドライバーになった。
世界選手権以外ではフランスのディジョンサーキットで行われたノンタイトル戦のF1レース（フランスで開催されたが大会名はスイスGP）で予選通過し、決勝13位の記録を残した。この年をもってチームは一旦活動を休止し、小野はコジマエンジニアリングのF1マシン、KE007開発プロジェクトに参加した。

### 1976年
F1日本初開催となるF1世界選手権イン・ジャパンに照準を絞り、三村が完全新設計のF102Aを開発。デザイン面では三角断面の細身のモノコック、ボディから分離した平行配置式ラジエーターが特徴的であった。ホットスタッフ・レーシング（代表は眞田睦明）がチーム運営を代行し、再びトリマーのドライブで挑戦するが、トラブルが相次ぎまたも予選突破はならなかった。これによりマキF1チームの活動は終了した。
その後、三村は童夢の設立に参加し専務を務めた。国産スーパーカー童夢-零や、ルマン24時間レース用マシンなどの設計と製作で、小野と共同作業を行っている。

## マシンの所在

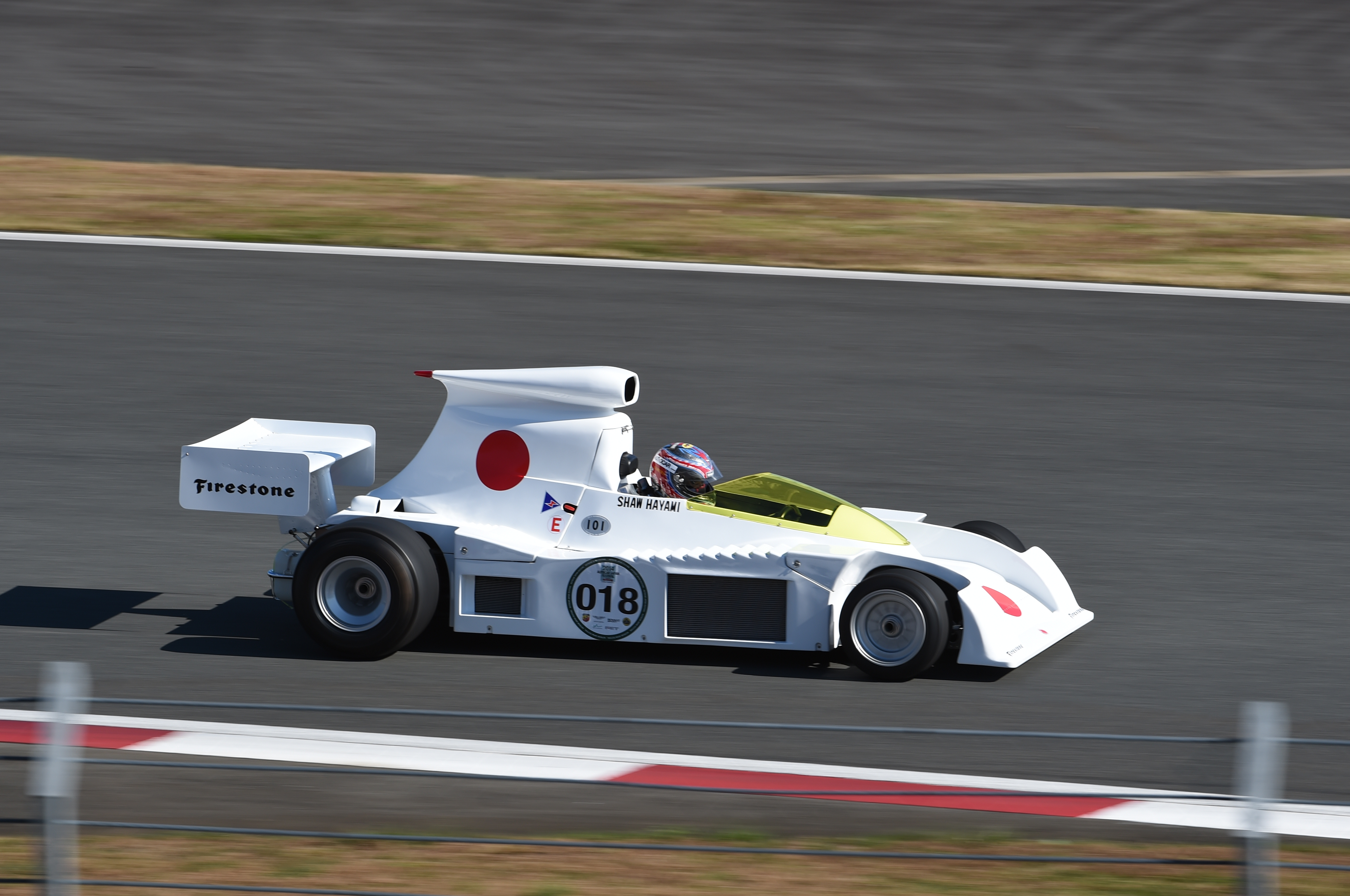
富士スピードウェイを走行するマキF101（AUTOCAR JAPAN FESTIVAL）

長野県上田市のドライブイン「ユミドライブコーナー」には、道路沿いの看板にF101がノーズを下にした状態で長年吊るされていた。この車体（シャシーナンバーS/N00）は1974年に4台製作されたF101のシャシーのうち、スペアとして日本に残されていたもので、F1の実戦は走っていない。この車体はマキでエンジンチューンに当たった鹿島孝（カシマエンジニアリング代表）が報酬の代わりに受け取り、ユミドライブコーナーに売却したものだという。
2005年、この車体をコジマ・KE007のレストアを手掛けた栃林昭二が購入。2009年、栃林の地元である広島市立広島工業高等学校の自動車部などがレストアに協力し、広島市交通科学館で展示した。2010年には、広島市で開催されたヒストリックイベントで同車両の初走行が予定されていたが、トラブルのため実現しなかった。またイギリスのグッドウッド・フェスティバル・オブ・スピードにも招待されたが、所有者の事情により不参加となった。
2014年6月のグッドウッド・フェスティバル・オブ・スピードでは無事走行が実現し、ガンレイが40年ぶりにステアリングを握った。同年11月15日に富士スピードウェイで行われたイベント「AUTOCAR JAPAN FESTIVAL」では、デモランを行った。これが、マキF101が日本のサーキットを走る初めての機会となった。
F1の実戦を走ったF101Cはスパ・フランコルシャンの近くのスタブロー博物館に長く保存されていたが、ベルギー人新オーナーがレストアを実施し（設計者の小野も図面を提供した）、2016年のモナコ・ヒストリックGPで41年ぶりにレースに復帰した。2017年11月には「鈴鹿サウンド・オブ・エンジン」のため日本に運びこまれ、鈴鹿サーキットを走行した。
F1世界選手権イン・ジャパンにエントリーしたF102Aについては、レース終了以降その所在が不明となっている。

## F1における全成績
| 年     | チーム               | シャシー    | エンジン           | タイヤ | ドライバー         | 1   | 2   | 3   | 4   | 5   | 6   | 7   | 8   | 9   | 10  | 11  | 12  | 13  | 14  | 15  | 16  | 順位 | ポイント |
| ------ | -------------------- | ----------- | ------------------ | ------ | ------------------ | --- | --- | --- | --- | --- | --- | --- | --- | --- | --- | --- | --- | --- | --- | --- | --- | ---- | -------- |
| 1974年 | マキエンジニアリング | マキ・F101B | コスワース・DFV V8 | F      |                    | ARG | BRA | RSA | ESP | BEL | MON | SWE | NED | FRA | GBR | GER | AUT | ITA | CAN | USA |     | NC   | 0        |
| 1974年 | マキエンジニアリング | マキ・F101B | コスワース・DFV V8 | F      | ハウデン・ガンレイ |     |     |     |     |     |     |     |     |     | DNQ | DNQ |     |     |     |     |     | NC   | 0        |
| 1975年 | マキエンジニアリング | マキ・F101C | コスワース・DFV V8 | G      |                    | ARG | BRA | RSA | ESP | MON | BEL | SWE | NED | FRA | GBR | GER | AUT | ITA | USA |     |     | NC   | 0        |
| 1975年 | マキエンジニアリング | マキ・F101C | コスワース・DFV V8 | G      | 鮒子田寛           |     |     |     |     |     |     |     | DNS |     | DNQ |     |     |     |     |     |     | NC   | 0        |
| 1975年 | マキエンジニアリング | マキ・F101C | コスワース・DFV V8 | G      | トニー・トリマー   |     |     |     |     |     |     |     |     |     |     | DNQ | DNQ | DNQ |     |     |     | NC   | 0        |
| 1976年 | マキエンジニアリング | マキ・F102A | コスワース・DFV V8 | D      |                    | BRA | RSA | USW | ESP | BEL | MON | SWE | FRA | GBR | GER | AUT | NED | ITA | CAN | USA | JPN | NC   | 0        |
| 1976年 | マキエンジニアリング | マキ・F102A | コスワース・DFV V8 | D      | トニー・トリマー   |     |     |     |     |     |     |     |     |     |     |     |     |     |     |     | DNQ | NC   | 0        |